# 33. Infanterie-Brigade (Deutsches Kaiserreich)
Die 33. Infanterie-Brigade war ein Großverband der Preußischen Armee.

## Geschichte
Die 33. Infanterie-Brigade wurde nach dem Deutschen Krieg am 11. Oktober 1866 in Schwerin aufgestellt und hatte dort bis 1893 ihren Standort, als die Einheit nach Altona verlegt wurde und dort bis zu ihrer Auflösung am 27. März 1915 blieb.
Sie war Teil der 17. Division, die dem IX. Armee-Korps mit Sitz in Schleswig zugeordnet war.

### Gliederung
- 1867

Grenadier-Regiment „König Friedrich III.“ (2. Schlesisches) Nr. 11, Füsilier-Regiment „General-Feldmarschall Graf Blumenthal“ (Magdeburgisches) Nr. 36 und die Landwehr-Bataillone in Altona, Kiel und Rendsburg
1868 bis 1869
Füsilier-Regiment „General-Feldmarschall Graf Blumenthal“ (Magdeburgisches) Nr. 36, Infanterie-Regiment „Bremen“ (1. Hanseatisches) Nr. 75 und die hanseatischen Landwehr-Regimenter Nr. 75 und Nr. 76
- 1871 bis 1889

Infanterie-Regiment „Bremen“ (1. Hanseatisches) Nr. 75, Infanterie-Regiment „Hamburg“ (2. Hanseatisches) Nr. 76 und die Landwehr-Regimenter Nr. 75 und Nr. 76
- 1889 bis 1914

Wie vor, ohne die hanseatischen Landwehr-Regimenter
- Kriegsgliederung 1914

Wie vor. Vom 11. September 1914 bis zum 28. September 1914 war das Großherzoglich Mecklenburgische Füsilier-Regiment „Kaiser Wilhelm“ Nr. 90 Teil der Brigade.

### Deutsch-Französischer Krieg 1870/1871
Im Deutsch-Französischen Krieg war die Brigade
an den Schlachten von Gravelotte, Bellevue Orléans, Schlacht bei Mars-la-Tour sowie an der Belagerung von Metz beteiligt.

### Erster Weltkrieg
Mit der Mobilmachung im August 1914 musste die Brigade das Brigade Ersatz Bataillon 33 aufstellen und wurde im Verband der 17.  Division ausschließlich an der Westfront eingesetzt.
Zu den Kampfhandlungen, Gefechten und Schlachten siehe Kampfgeschehen der 17. Division.

### Brigadekommandeure
| Name                                    | Datum                                        |
| --------------------------------------- | -------------------------------------------- |
| Udo von Tresckow                        | 11. Oktober 1866 bis 17. Juli 1870           |
| Hugo von Kottwitz                       | 18. Juli 1870 bis 13. Juli 1874              |
| Friedrich von Beckedorff                | 14. Juli 1874 bis 21. April 1879             |
| August von Titzen und Hennig            | 22. April 1879 bis 11. Januar 1884           |
| Emil von Fischer                        | 12. Januar 1884 bis 21. März 1886            |
| Julius von Rosen                        | 22. März 1886 bis 3. August 1888             |
| Heinrich von Wodtke                     | 4. August 1888 bis 23. März 1890             |
| Helmuth von Legat                       | 24. März 1890 bis 17. November 1890          |
| Gustav Heinrichs                        | 18. November 1890 bis 16. März 1894          |
| Maximilian von Fragstein und Niemsdorff | 17. März 1894 bis 18. März 1896              |
| Bernhard von Oesterreich                | 19. März 1896 bis 24. März 1899              |
| Oskar von Lübbers                       | 25. März 1899 bis 17. April 1900             |
| Julius von Groß genannt von Schwarzhoff | 18. April 1900 bis 21. Juli 1900             |
| Alfred von Löwenfeld                    | 22. Juli 1900 bis 29. Mai 1901               |
| Georg von Reibnitz                      | 30. Mai 1901 bis 17. April 1903              |
| Arthur von der Groeben                  | 18. April 1903 bis 19. März 1908             |
| Gustav von Zawadzki                     | 20. März 1906 bis 20. März 1908              |
| Maximilian von Wartenberg               | 21. März 1908 bis 20. Dezember 1909          |
| Hinko von Lüttwitz                      | 21. Dezember 1909 bis 21. April 1912         |
| Leo Sontag                              | 22. April 1912 bis 30. September 1912        |
| Otto von Homeyer                        | 1. Oktober 1912 bis 30. September 1913       |
| Alfred von Lewinski                     | 1. Oktober 1913 bis 20. September 1914       |
| Erich von Luckwald                      | 21. September 1914 bis 1. Januar 1915        |
| Hermann Schultheis                      | 2. Januar 1915 bis 27. März 1915 (Auflösung) |